# Islam en Zambie

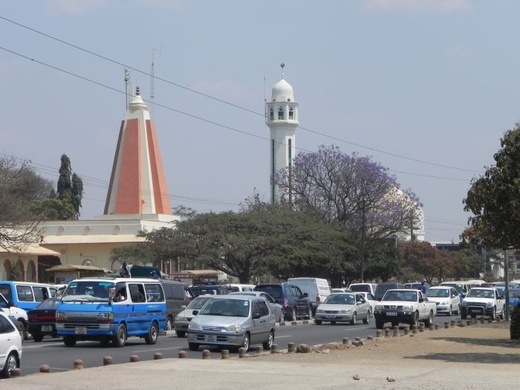
Une mosquée à Lusaka

L’islam est présent en Afrique australe depuis le Xe siècle, lorsque des musulmans de la péninsule Arabique se sont établis sur la côte d’Afrique de l'Est. À l'époque de la dynastie omanite Al Saïd, au XVIIIe siècle, les marchands d'esclaves musulmans ont étendu leur commerce à l'intérieur des terres, atteignant la Zambie. Les marchands d'esclaves sont entrés en Zambie par les côtes de Tanzanie, du Malawi et de Mozambique. En un siècle, près de quatre millions de personnes ont été faites esclaves et emmenées depuis les ports Swahilis vers l'Inde et la péninsule arabique.
Des musulmans sont entrés en Zambie pendant la période coloniale, depuis l'Inde. Ils se sont établis le long du chemin de fer qui relie Livingstone à Lusaka. Les musulmans (59 000 en 2014) représentent environ 0,5 % de la population zambienne. Des communautés musulmanes existent dans les grandes villes. Bien que la Zambie soit une nation officiellement chrétienne, les musulmans sont bien acceptés dans la société.